# Филатова, Мария Евгеньевна
Мари́я Евге́ньевна Фила́това (род. 19 июля 1961) — советская гимнастка, двукратная олимпийская чемпионка в командном первенстве (1976 и 1980), двукратная чемпионка мира в командном первенстве (1978 и 1981), чемпионка Европы, Заслуженный мастер спорта СССР (1977).

## Спортивная биография
Мария является воспитанницей Ленинск-Кузнецкой гимнастической школы: заслуженного тренера СССР, заслуженного работника физической культуры и спорта РФ Иннокентия Маметьева и его жены Галины. В молодёжной сборной СССР с 1974 года. В 1976 году заняла 4-е место в чемпионате СССР, участвовала также в различных международных соревнованиях.
Филатова не была первоначально вызвана в сборную на летние Олимпийские игры 1976 года в Монреале. Однако в ходе подготовки она получила такую положительную реакцию от публики, что была включена в список команды. Она завоевала золотую медаль в команде и заняла девятое место в личном зачёте.
После Олимпиады Филатова стала одним из лидеров советской команды. Она выиграла Кубок мира в 1977 и 1978 годах. На Олимпийских играх 1980 года в Москве Филатова вновь завоевала золотую медаль в команде, а также выиграла бронзу в упражнениях на брусьях. На чемпионате мира 1981 года Филатова стала серебряным призёром в многоборье (уступив только юной Ольге Бичеровой).
В 1981 году, тренеры-супруги Маметьевы вместе со своей гимнастической школой пытались перебраться в Москву. Однако, как сообщает газета «Советский спорт», тренер отказался дать чиновникам Госспорткомитета вымогаемую взятку, и поэтому его вместе с воспитанницами из Ленинска-Кузнецкого направили в Минск — «укреплять белорусскую гимнастику», где на тот момент не было девочек-медалисток. А Машу передали наставнику знаменитой Нелли Ким, белорусскому специалисту Николаю Милигуло.
В 1982 году Филатова, заняв 9-е место в общем зачете на Чемпионате СССР, завершила спортивные выступления.

## После завершения спортивной карьеры
В 1984 окончила Новокузнецкий государственный педагогический институт, факультет физического воспитания, специальность «Детский тренер по гимнастике». Однако в советской гимнастике Маше работа не нашлась, и она поступила работать в цирк, где до 1986 года работала на подкидных досках.
В 1986 году Филатова вышла замуж за циркового акробата Александра Курбатова, взяла фамилию мужа, в 1987 году родила дочь, которую назвали Сашей. В то время в Минске, по словам Филатовой, ей «не нашлось вообще никакой работы».

Когда в 1986-м я вышла замуж и забеременела, меня отправили в баню торговать вениками. Так я ими и торговала до самого декретного отпуска.
После рождения ребёнка Мария некоторое время работала инструктором по аэробике, которая в то время входила в моду.
В 1992 году Мария получила 5-летний контракт на работу в Ирландской федерации гимнастики и вместе с мужем и дочерью эмигрировала транзитом через ФРГ в Белфаст.

Я должна была уехать… я должна была уехать ради маленькой Сашеньки. Я должна была уехать хотя бы на год, чтобы она не думала, что её мама может купить не больше чем три яблока… Поймите, с тогдашними ценами я бы вообще не смогла поднять свою дочь. По крайней мере, таким образом я смогла заработать немного денег.
Команда Ирландии ежегодно вместе с тренером выезжала на сборы в США, где Марию с мужем приметили и в 1996 году предложили работу тренерами в Огайо.
В 1999 году получила звание почётного гражданина Ленинск-Кузнецкого.
Их дочь Саша пошла по стопам родителей и стала чемпионом штата по гимнастике в возрастной группе 8 лет (level 8). А через два года повторила успех в группе 10-летних (level 10) и, таким образом, прошла квалификацию для участия в национальном чемпионате США. Однако из-за отсутствия американского гражданства у родителей воспользоваться этим правом не смогла.
В настоящее время Мария, Александр и их дочь Саша (тренер-хореограф) являются владельцами и менеджерами собственного гимнастического центра Kour Magic Gymnastics Center в Рочестере, штат Нью-Йорк.
Мария демонстрировала загранпаспорт гражданина СССР, который был выдан в Минске в 1991 году и прекратил своё действие по истечении 5 лет с моменты выдачи, в 1996 году. Также у неё имеется грин-карта США.

## Вопрос о российском гражданстве
За время проживания Марии Филатовой за границей бывшего СССР, в Ленинске-Кузнецком умерли её мама, брат и оба тренера. Мария не была на их похоронах. Она не имеет возможности побывать на их могилах. Комиссия по гражданству при Президенте РФ отправила в адрес Филатовой официальный отказ, мотивировав его «недостаточностью заслуг» Марии перед Российской Федерацией.
Согласно сообщению 1 канала российского телевидения Филатова много лет безрезультатно пытается получить гражданство России, «шлет запросы по российским инстанциям». Несмотря на ходатайство губернатора Кемеровской области Амана Тулеева о приеме Филатовой в гражданство РФ в особом порядке за особые заслуги, Комиссия по гражданству при Президенте РФ якобы отказала, сославшись на «недостаточные заслуги перед Российской Федерацией» (что не исключает для Филатовой возможности приобрести гражданство РФ в обычном порядке). И это при условии, что «масса всех завоеванных Марией наград составляет 40 кг». Телеканал считает, что у Филатовой образовался «замкнутый круг», так как «согласно закону, чтобы получить гражданство, ей нужно как минимум лично прибыть в Россию, но получить визу в Россию без документов невозможно».
Между тем пресс-секретарь Федеральной миграционной службы России Залина Корнилова официально сообщила журналистам, что «Мария Филатова не обращалась за получением российского гражданства». Она также уточнила, что «иностранный гражданин, находящийся за пределами РФ, может обратиться с заявлением о приобретении гражданства РФ в консульское учреждение МИДа России».
В сентябре 2014 года стало известно, что Мария Филатова, прожив почти два десятилетия в США, решила вернуться в Россию ради получения гражданства. В марте 2015 года Филатова получила российский паспорт.

### Письмо президенту
Письмо Марии Курбатовой-Филатовой президенту РФ Путину (написано в 2006 г. от руки, отправлено в приемную Путина, авторский стиль сохранен):

Уважаемый Владимир Владимирович!
К Вам обращается с просьбой о получении гражданства Российской Федерации Мария Курбатова (Филатова)…
Родилась я 19 июля 1961 года в городе Ленинске-Кузнецком, Кемеровской области, Российской Федерации.
Спортивной гимнастикой начала заниматься в 1966 году в специализированной детско-юношеской школе Олимпийского резерва Ленинска-Кузнецкого. До 1982 года выступала, защищая честь школы, своего родного города и страны (РСФСР и СССР) на мировой арене.
С 1969 по 1979 год училась в средней школе № 18 города Ленинска-Кузнецкого. С 1979 по 1984 год училась в Новокузнецком государственном педагогическом институте и успешно его окончила.
В период подготовки к Олимпийским играм 1980 года мои родные тренеры, которые меня воспитали и вырастили (Маметьева Галина Николаевна и Маметьев Иннокентий Иванович), стали неугодными для руководства гимнастики Спорткомитета СССР. Их не вызывали на сборы (так я осталась без тренера). Руководство гимнастики выделяло для моей подготовки разных тренеров (которые меня не знали), и в итоге в 1981 году мне предложили переехать в Минск. Так не по своей воле я оказалась в Белоруссии в г. Минске (у меня не было выбора, я хотела остаться в институте и выступать).
В 1982 году я получила двухкомнатную квартиру в г. Минске. В итоге за Республику Беларусь я не выступала, но продолжала выезжать за рубеж и выступать за команду РСФСР и СССР в 1982–1983 годах.
В 1983 году, закончив свою спортивную карьеру, поступила работать в Советский цирк и до 1986 года работала в цирке на подкидных досках.
В 1986 году вышла замуж за Курбатова Александра и в 1987 году родила дочь Александру.
В Республике Белоруссия в г. Минске в 1986 году для меня не нашлось места в гимнастике. Я преподавала аэробику, и в 1987 году перед рождением дочери меня перевели на более легкую «работу» – я торговала вениками в бане № 5 г. Минск. С 1987 по 1988-й находилась в декретном отпуске по уходу за ребенком, затем в период с 1988 по 1991 год работала в СДЮШОР города Минска (за это время 1 месяц в Польше, 3 месяца в Германии, контракты). С 1992 года по 1996‑й работала по контракту в Северной Ирландии.
С 1996 года по настоящее время проживаю с семьей в США, город Родчестер, штат Нью-Йорк. Все это время пытаюсь получить гражданство России. Начала со своего родного города Ленинска-Кузнецкого. Бюрократическая машина очень медленно реагирует. Ждала я очень долго, пока не получила действительный ответ от Главного управления внутренних дел Кемеровской области, как правильно и официально подать запрос о приобретении или возвращении гражданства России.
8 марта, в Международный женский день, я получила в подарок ответ, в котором говорилось, что я недостойна быть гражданкой России за недостаточностью заслуг перед Российской Федерацией. Но я не опускаю руки, продолжаю работать в США, интересуюсь жизнью и достижениями воспитанников моей спортивной школы, как могу помогаю материально (моя дочь выросла, пойдет в институт). Сейчас я хочу вернуться в свой родной город, где я являюсь почетным гражданином, и работать в СДЮШОР по спортивной гимнастике, используя свой опыт и свои знания для подготовки спортсменов высокого класса, но с отсутствием гражданства России сделать я этого не могу, потому что имею на руках паспорт гражданина СССР.
P.S. За спиной у подростка взрослые люди спорткомитета играли в свои игры, кому присвоить звание заслуженного тренера СССР, кому нет, так мой родной тренер Маметьева Галина Николаевна была удалена от меня (не получив звания заслуженный тренер СССР ни при жизни, ни посмертно), а я была отправлена в Минск, за заслуги же моего тренера были награждены другие. Владимир Владимирович, как спортсмены (я и мой муж) обращаемся к спортсмену, к Вам, прочитать это письмо и как к Президенту России рассмотреть мой вопрос о получении гражданства России.
С уважением, Мария Филатова

Курбатова

19.07.2006.

## Причина отказа властями РФ в российском гражданстве
Конституционный Суд РФ в своём Определении от 21.04.2005 N 118-О "По жалобе гражданки Даминовой..." выявил конституционно-правовой смысл положения пункта "а" части первой статьи 12 Федерального закона "О гражданстве Российской Федерации" и указал, что гражданами РФ по рождению безусловно является лишь лицо при соблюдении всех нижеперечисленных условий:
- оно являлось гражданином бывшего СССР
- не изъявило свободно своего желания прекратить принадлежность к гражданству Российской Федерации
- не является гражданином другого государства
- прибыло на постоянное жительство в пределы Российской Федерации

В случае несоблюдения всех четырёх условий наличие или отсутствие гражданства определяется ФМС РФ или Президентской комиссией по гражданству произвольно в соответствии с их пониманием целесообразности. Поскольку Филатова, подпадающая под Определение N 118-О, не прибыла на ПМЖ в Россию и не собирается этого делать, а также состоит в гражданстве иностранного государства, с паспортом которого свободно перемещается через границы, ей отказано в гражданстве РФ.

## Разрешение ситуации
Мария Филатова получила гражданство РФ в марте 2015 года. Для этого в США она получила от американских властей специальный проездной документ (аналог загранпаспорта для неграждан США), в который была оформлена российская виза. Затем Филатова прибыла в Россию, оформила здесь вид на жительство и сдала экзамен по языку. Только после этого ей было выдано российское гражданство.
Филатова стала натурализованным гражданином России, т.е. не восстановила гражданство России/РСФСР, а получила его заново как носитель русского языка. Живёт в г. Ленинск-Кузнецкий, работает тренером.

## Награды и титулы
18 мая 2019 года Мария Филатова введена в Международный зал славы гимнастики в Оклахома-Сити